# 新阿爾馬登 (加利福尼亞州)
新阿爾馬登（英語：New Almaden）是位於美國加利福尼亞州聖塔克拉拉縣的一個非建制地區。該地的面積和人口皆未知。

## 地理
新阿爾馬登的座標為37°10′34″N 121°49′15″W / 37.17611°N 121.82083°W，而該地的平均海拔高度為150米（即492英尺）。